# Gornja Ravska
Gornja Ravska (szerbül: Горња Равска), falu Bosznia-Hercegovinában, Bosanska krajina területén, Prijedor községben, a Szerb Köztársaságban. 

## Fekvése, éghajlata
Bosznia-Hercegovina északnyugati részén, Banja Lukától légvonalban 53, közúton 75 km-re nyugat-északnyugatra, községközpontjától légvonalban 16, közúton 22 km-re délnyugatra, a Ravska-patak völgyében, és a környező dombvidéken, 250 – 500 méteres tengerszint feletti magasságban fekszik. Több kis településből áll.

## Népessége
| Nemzetiségi csoport | Népesség 1991 | Népesség 2013 |
| ------------------- | ------------- | ------------- |
| Szerb               | 0             | 36            |
| Bosnyák             | 0             | 1             |
| Horvát              | 287           | 38            |
| Jugoszláv           | 19            | 0             |
| Egyéb               | 2             | 0             |
| Összesen            | 308           | 75            |

## Története
A falu területének első lakói a rómaiak voltak. Egy-három méteres mélységben római pénzek, gyűrűk és hasonló dolgok találhatók, amelyeket ők használtak és amelyek a mai napig fennmaradtak. A Ravska szó eredete nem ismert, de feltételezik, hogy ez is ebből a korból származik.
A település 1878-ig tartozott az Oszmán Birodalomhoz, ekkor a berlini kongresszus határozata alapján Srpska Ravska néven az Osztrák-Magyar Monarchia része lett. 1910-ben Ravska településen 161 háztartást, 200 ortodox szerb, 13 muszlim és 706 katolikus lakost találtak. A monarchia szétesésével 1918-ben előbb a Szerb-Horvát-Szlovén Királyság, majd 1929-től a Jugoszláv Királyság része. 1921-ben Ravska községnek 149 háztartása és 919 lakosa volt. Jugoszlávia megszállása után a falu a Független Horvát Állam (NDH) része lett.
1945-től a település a szocialista Jugoszlávia része volt. A Bosznia-Hercegovinában zajló polgárháború idején a település a Boszniai Szerb Köztársaság része volt. A katolikus plébánia hivatalosan 1967. október 23-án önálló ekkor vált le Stara Rijeka és Šurkovac plébániáitól, 1971. szeptember 28-tól pedig ténylegesen is plébániaként működik. 1958-ban nyílt meg az általános iskola, 1974-ben érkezett meg az áram a faluba, 1973-1976-ban épült meg a plébániatemplom.
A ravskai katolikus plébánost, Ivan Grgić atyát 1992 november 7-én szerb szélsőségesek hurcolták el a plébániaházból, és nem sokkal éjfél után a ljubijai vasércbánya központi bányáinak környékén megölték. Még csak 30 éves volt. A daytoni békeszerződést követő területfelosztásnál a település Prijedor község részeként a Szerb Köztársaság területéhez került. 2004-ben készült el az út aszfaltozása, ami a templomtól egészen az iskoláig húzódik, 1600 méter hosszúságban. A helyiek a nyári hónapokban ivóvízhiánnyal küzdenek.

## Nevezetességei
A mai plébánia székhelyén, Gornja Ravska községben 1930-ban épült a szerény Keresztelő Szent János templom, akkor még Stara Rijeka filiájaként. A második világháborúban lerombolták. A mai plébániatemplom 1973-1976 között épült. A plébániaház 1969-ben épült, 2000-ben alaposan felújították. Ravska plébániájához a következő települések tartoznak: Carevića, Gornja Ravska, Donja Ravska, Miška Glava (Delići falucska), Ovanjska és Tisova.

## Fordítás
- Ez a szócikk részben vagy egészben  a(z)   Горња Равска című szerb Wikipédia-szócikk ezen változatának fordításán alapul.  Az eredeti cikk szerkesztőit annak laptörténete sorolja fel. Ez a jelzés csupán a megfogalmazás eredetét és a szerzői jogokat jelzi, nem szolgál a cikkben szereplő információk forrásmegjelöléseként.